# 沪嘉高速公路
沪嘉高速公路，是上海市的一条高速公路，上海市高速公路编号为S5，曾编号A12公路，连接上海市区与其卫星城嘉定，是中国大陆首条全线通车，亦为首条取消收费的高速公路，起点位于中环沪嘉立交，终点位于原嘉定城区收费站，全长18.65公里，一期于1984年12月21日开工，1988年10月31日通车。二期于1991年12月开工，1993年12月18日通车。后规划延伸至太仓浏河，与江苏省新建的沿江高速公路相衔接。2000年与上海郊环线共线的嘉定南门枢纽至嘉西枢纽段通车，2001年12月20日嘉西枢纽至太仓浏河段通车，由此沪嘉高速公路改称为沪嘉浏高速公路，后编号为A12。不过2006年初，为了避免对驾驶员造成混淆，上海市政部门决定将嘉西互通至太仓浏河段划为A5嘉金高速公路的一部分，嘉定南门枢纽至嘉西枢纽段也不再是A12/A30公路共线段。因此沪嘉浏高速公路又改回了沪嘉高速公路的名称。

## 取消通行费
由于大部分高速公路都采取“贷款建路，收费还贷”的方式，近年来由于城市的快速发展，逐渐产生不少矛盾。通行费问题在2008年曾引起社会热议，如何取消收费成为公众关注焦点。
沪嘉高速从2009年3月15日凌晨开始实行“弹性收费”：19座以上客车从市区至嘉定双向免收高速公路车辆通行费，19座(含)以下客车除市区至南翔双向免收高速公路车辆通行费以外，市区至嘉定双向按5元/车次收取高速公路车辆通行费。道路交通管理部门认为收取通行费可以缓解直接取消收费对上海高速公路网络造成过大的冲击。事实上，即便是实行弹性收费，沪嘉高速车流仍然猛增，高峰时间大幅延长，并出现非高峰时段排队千米等收费的现象。
2012年1月1日起，S5沪嘉高速公路完全停止收费。上海市路政部门随即于2月开始对沪嘉高速公路进行大修并快速路化。工程分为如下两部分：
- 为保持收费公路联网系统闭合进行的收费站拆除、迁建工程。
- 对全线道路按双向六车道的城市快速路标准进行拓宽，并同步实施包括监控、供电、照明、隔离、绿化在内的交通基础设施改建。

2012年4月底，S5公路主线实现免领卡直通。6月底，一期改造工程完工。11月，二期改造开工。为不影响已接近饱和的交通，施工方采取日间禁止货运车通行、分段封闭施工、关键工序夜间施工等方案逐段大修。2015年2月，S5公路二期改造工程完工。
2018年1月4日，上海市人民政府发布第64号令，正式废止该道路的专营性质，转为市政府运营。

## 互通枢纽及服务设施列表
| 地区                                                                                         | 里程 | 类型                  | 名称          | 连接            | 说明                     |
| -------------------------------------------------------------------------------------------- | ---- | --------------------- | ------------- | --------------- | ------------------------ |
| 上海市 宝山区                                                                                | 11   | 主线出入口            | 中环沪嘉      | 中环路          |                          |
| 上海市 宝山区                                                                                | 11   | 出入口                | 真华路        | 真华路 汶水路   | 限中环方向出             |
| 上海市 普陀区                                                                                | 11   | 出入口                | 汶水路        | 汶水路 真北路   | 限中环方向出，嘉定方向入 |
| 上海市 普陀区                                                                                | 13   | 出入口                | 桃浦          | 祁连山路        | 限中环方向出，嘉定方向入 |
| 上海市 普陀区                                                                                | 15   | 枢纽                  | 外环沪嘉      | 外环高速        |                          |
| 上海市 嘉定区                                                                                | 18   | 出入口                | 南翔          | 丰翔路 真南路   |                          |
| 上海市 嘉定区                                                                                |      | 出入口                | 嘉闵高架路    | 嘉闵高架路      |                          |
| 上海市 嘉定区                                                                                | 23   | 出入口                | 马陆          | 宝安公路        |                          |
| 上海市 嘉定区                                                                                | 28   | 枢纽 · 枢纽匝道收费站 | 沪嘉 嘉定城区 | 上海绕城高速    |                          |
| 上海市 嘉定区                                                                                | 28   | 主线出入口            | 嘉定城区      | 博乐南路 叶城路 |                          |
| 1.000 英里 = 1.609 千米；1.000 千米 = 0.621 英里 并行路段 • 已关闭／取消 • 限制进入 • 未开放 |      |                       |               |                 |                          |

## 未来发展
未来，沪嘉高速自中环路至马陆出入口与南翔出入口间尚仁路附近长约9.6公里的路段将进行高架化改造，该路段的设计标准正式改为城市快速路，设计车速亦降至80千米/时，设地面辅道并打通被沪嘉高速阻隔的南北向地面道路。此外，还将在沪嘉高速和嘉闵高架路间新建长约1公里的嘉闵联络线（全称“沪嘉高速-嘉闵高架联络线”）。改造后，原连接丰翔路的南翔出入口将改为连接金迎路的上下匝道，另在嘉闵联络线接入处设一对出入口（限中环方向入，嘉定方向出）。